# Lahnus
Lahnus är en stadsdel i Esbo stad och hör administrativt till Norra Esbo storområde. 
I Lahnus har man uppmätt Finlands största skyfall: 198 millimeter regn under ett dygn den 21 juli 1944. Den kändaste platsen i Lahnus är vattenparken Serena. 
Lahnus är ett gammalt bynamn och har stavats bland annat: Lanoxby (1540), Lanos (1541), Lanas (1547), Lora (1558 ), Loureby (1559), Lahcnus (1563) och Lahnås (1594). Namnet är antagligen av finskt ursprung, men betydelsen är oklar.